# Parafia Najświętszej Maryi Panny Królowej Korony Polskiej w Wierzbnie
Parafia Najświętszej Maryi Panny Królowej Korony Polskiej w Wierzbnie – parafia rzymskokatolicka znajdująca się w diecezji kaliskiej, w dekanacie Odolanów.